# État triplet

Exemples d'états singulet, doublet, triplet.

En chimie quantique, un état triplet caractérise un atome ou une molécule ayant deux électrons non appariés de spin parallèle ( ↑ ↑ ou ↓ ↓ ) chacun sur une orbitale atomique propre, de telle sorte que leur multiplicité de spin soit égale à  2 × | 1⁄2 + 1⁄2 | + 1 = 3.
On peut observer un état triplet par exemple lorsqu'un électron est excité et occupe une orbitale de niveau d'énergie plus élevé qu'à son état fondamental : si le spin de cet électron change de sens, il forme, avec l'électron auquel il était apparié, un système de deux électrons célibataires aux spins parallèles. Une telle configuration survient à partir d'un état singulet à la suite d'une conversion intersystème, et intervient dans le phénomène de phosphorescence.
Presque toutes les molécules courantes existent dans un état singulet, mais la configuration de la molécule de dioxygène à l'état fondamental est un état triplet qui ne peut connaître une réaction chimique qu'à l'issue d'une transition interdite vers un état singulet, ce qui rend la molécule O2 peu réactive cinétiquement bien qu'elle soit l'un des oxydants les plus forts. Une activation photochimique ou thermique peut l'amener à l'état d'oxygène singulet, ce qui en fait cinétiquement et thermodynamiquement un oxydant très puissant.

## Articles liés
- Multiplicité de spin
- État singulet
- État doublet
- Phosphorescence